# Huteanske, Malîn
Huteanske (în ucraineană Гутянське) este un sat în Comunitatea teritorială Unit Ciopovîci din raionul Malîn, regiunea Jîtomîr, Ucraina.

## Demografie
Componența lingvistică a localității Huteanske
     Ucraineană (99,3%)
     Alte limbi (0,7%)
Conform recensământului din 2001, majoritatea populației localității Huteanske era vorbitoare de ucraineană (99,3%), existând în minoritate și vorbitori de alte limbi.